# The Mansion of Misery
The Mansion of Misery è un cortometraggio muto del 1913 scritto e diretto da Lem B. Parker.

## Produzione
Il film fu prodotto dalla Selig Polyscope Company.

## Distribuzione
Distribuito dalla General Film Company, il film - un cortometraggio di una bobina - uscì nelle sale cinematografiche statunitensi il 5 agosto 1913.